# Francisco Javier Mendieta Jiménez
Francisco Javier Mendieta Jiménez (28 de noviembre de 1955) es un investigador y académico que forma parte del Sistema Nacional de Investigadores, con nivel I. Fue director del Centro de Investigación Científica y de Educación Superior de Ensenada (CICESE) y el 2 de noviembre de 2011 fue nombrado como el primer director general de la Agencia Espacial Mexicana por el presidente de la República, Felipe Calderón Hinojosa.Terminó su cargo como director de la AEM en 2019.
Desde noviembre de 2019 se desempeña como investigador titular en el Departamento de Electrónica y Telecomunicaciones del CICESE, donde realiza actividades de investigación y docencia en el campo de las comunicaciones cuánticas en fibra óptica y en el espacio libre.

## Educación
Estudió ingeniería mecánica eléctrica en la Facultad de Ingeniería de la Universidad Nacional Autónoma de México titulándose como licenciado con la tesis Comportamiento Físico de Materiales Electrónicos del Estado Sólido en 1978. Continuó sus estudios de posgrado en la Escuela Nacional Superior de Telecomunicaciones (ENST) de Francia, donde estudió la maestría en optoelectrónica e hiperfrecuencias titulándose con la tesis Directividad en la Recepción Óptica Coherente" en 1980. En la misma institución se graduó en 1983 como doctor-ingeniero en telecomunicaciones con la tesis Ruido en láseres de semiconductor en comunicaciones coherentes por fibras ópticas, para lo cual realizó una de las primeras mediciones de alta resolución del espectro de láseres en semiconductores monofrecuenciales, usando la técnica de interferometría heterodina con decorrelación por fibra óptica.

## Trayectoria
Como docente ha impartido cátedra en licenciatura y posgrado y ha dirigido 11 tesis de licienciatura, 3 de maestría y 5 de doctorado. Además de participar como divulgador de temas de comunicaciones e instrumentación por fibra óptica.
Como investigador, desarrolló un laboratorio especializado y proyectos de diseño y desarrollo en comunicaciones e instrumentación por fibras ópticas en el Instituto de Investigaciones Eléctricas (IIE) donde laboró de 1983 a 1989.
Investigador titular del Centro de Investigación Científica y de Educación Superior de Ensenada (CICESE), donde formó un grupo de trabajo en el departamento de electrónica y telecomunicaciones, específicamente en la división de física aplicada. Creó infraestructura experimental en el campo de comunicaciones coherentes de banda ancha por fibras ópticas, con el apoyo de los proyectos del CONAHCYT (PACIME). También diseñó y realizó la ingeniería de la instalación dorsal de fibra óptica del campus Ensenada.
Participó también en los proyectos de comunicaciones fotónicas seguras con criptografía cuántica homodina y con critografía cuántica síncrona.

## Experiencia aeroespacial
Ha participado en el desarrollo de experimentos automatizados para proyectos de investigación espacial para la Secretaría de Infraestructura, Comunicaciones y Transportes (SICT) donde diseñó un dispositivo en teledetección infrarroja para estudios de materiales en condiciones de microgravedad. Asimismo, ha participado en el desarrollo del microsatélite experimental SATEX 1 y, específicamente, en la carga útil de comunicaciones ópticas.; así como en la formación de recursos humanos en tecnología espacial. Fue nombrado el 2 de noviembre de 2011 como el primer director general de la Agencia Espacial Mexicana por el presidente de la República, Felipe Calderón Hinojosa, para el período de 2011 a 2015. Al frente de esta Agencia, como primera tarea, antes del 31 de enero de 2012 deberá elaborar el Programa Nacional de Actividades Espaciales, el cual servirá para implementar la Política Espacial de México en los primeros años de funcionamiento de este organismo.Terminó su papel como Director de la AEM en 2019.

## Publicaciones recientes
Francisco Javier Mendieta Jiménez ha publicado artículos en el campo de las fibras ópticas en revistas aribitradas y en memorias de congresos. Para conocer una lista detallada de sus publicaciones ver «Francisco Javier Mendieta Jiménez.- Datos personales». Archivado desde el original el 4 de marzo de 2016. Consultado el 3 de noviembre de 2011.